# Самбука Вал ди Пеза
Самбука Вал ди Пеза је насеље у Италији у округу Фиренца, региону Тоскана.
Према процени из 2011. у насељу је живело 1190 становника. Насеље се налази на надморској висини од 177 м.